# Sant Joanet
Sant Joanet (spanisch San Juan de Énova) ist eine Gemeinde (Municipio) mit 526 Einwohnern (Stand: 2024) in der spanischen Provinz Valencia. Sie befindet sich in der Comarca Ribera Alta.

## Geografie
Sant Joanet liegt etwa 38 Kilometer südsüdwestlich von Valencia in einer Höhe von ca. 30 m.

## Demografie
| 1900 | 1930 | 1950 | 1970 | 1981 | 1991 | 2001 | 2011 | 2021 |
| ---- | ---- | ---- | ---- | ---- | ---- | ---- | ---- | ---- |
| 383  | 417  | 531  | 408  | 374  | 355  | 354  | 498  | 519  |

## Sehenswürdigkeiten
- Johannes-der-Täufer-Kirche
- Reste des Herenhauses der Markgrafen von Bélgida

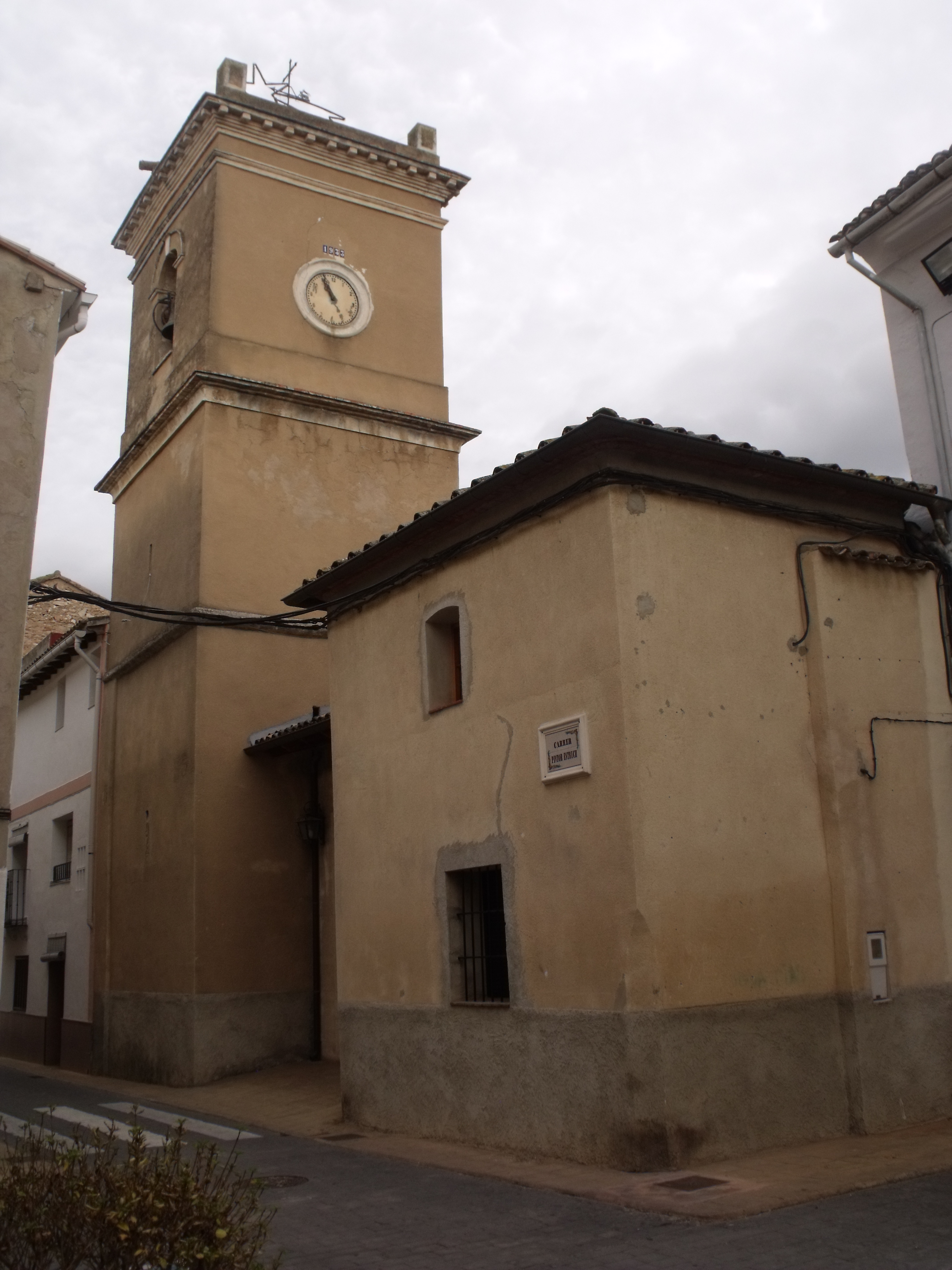
Johannes-der-Täufer-Kirche
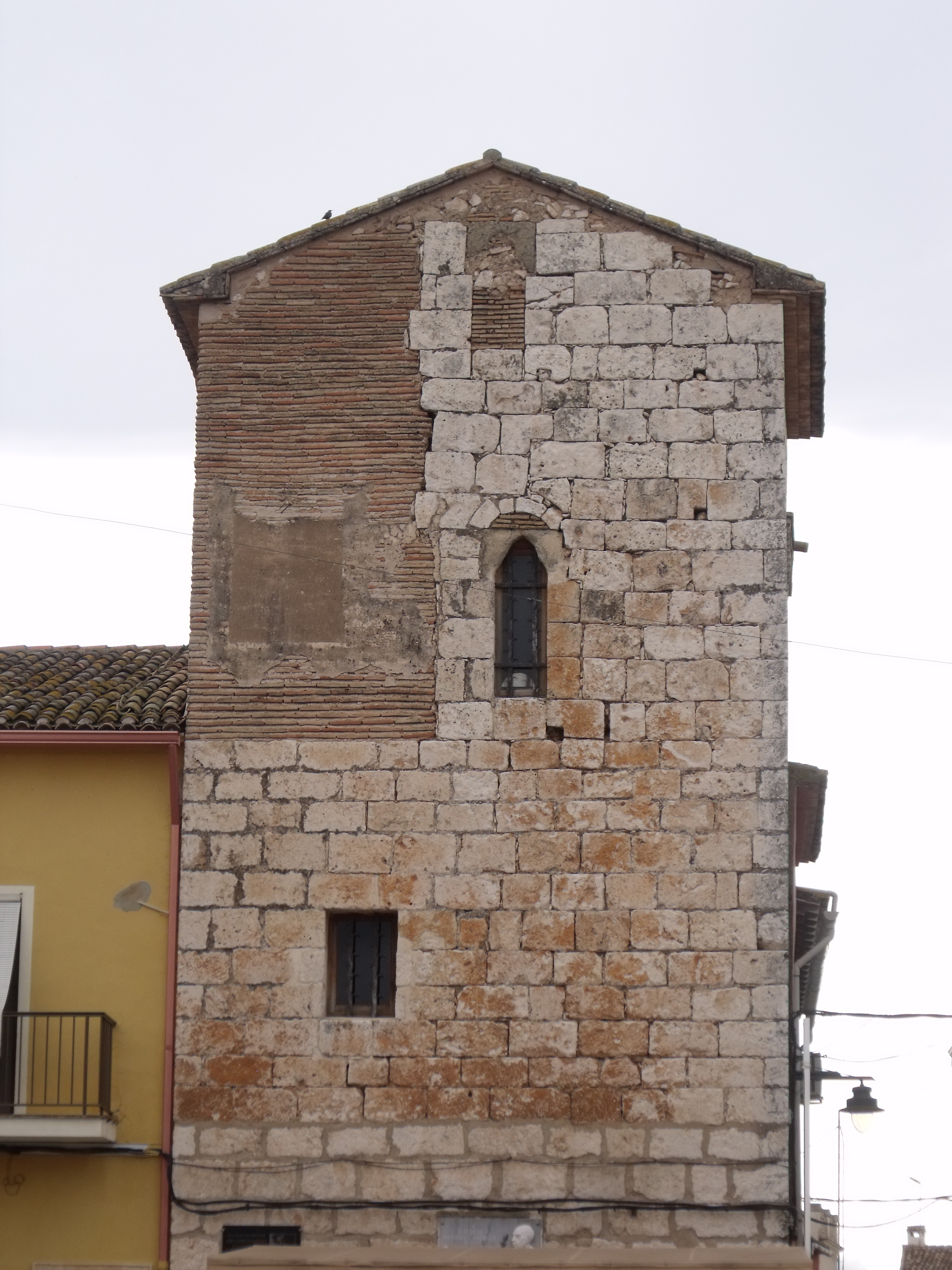
Turm als Rest des Herrenhauses der Markgrafen von Bélgida
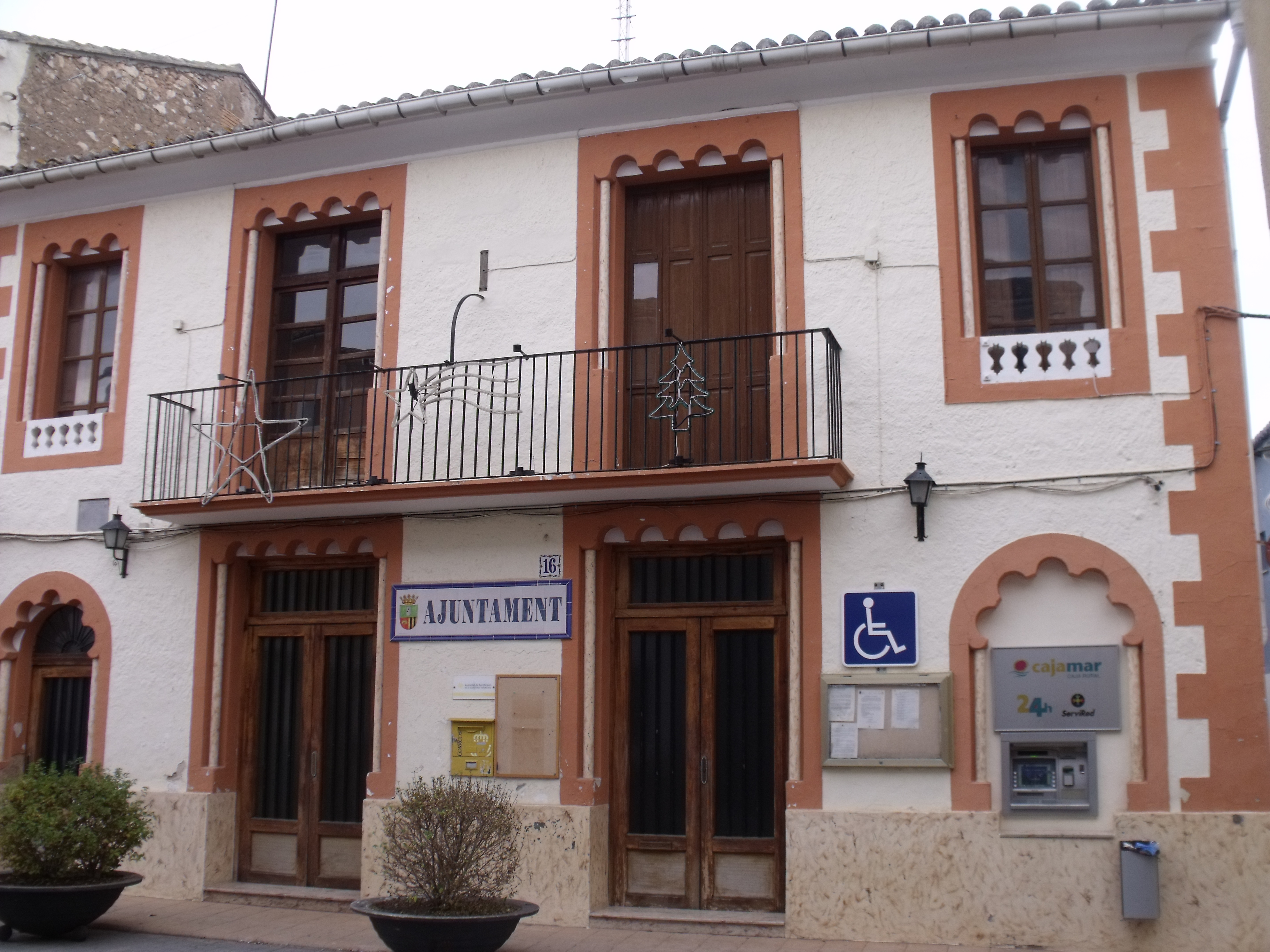
Rathaus